# Al-Hàssan ibn Zayd ibn al-Hàssan
Al-Hàssan ibn Zayd ibn al-Hàssan   (Medina - la Meca, 783) fou un rebesnet del profeta Muhàmmad i besnet del califa i imam Alí ibn Abi-Tàlib, conegut com a home piadós.
Seguint l'exemple del seu avi al-Hàssan ibn Alí ibn Abi-Tàlib, va renunciar a tota aspiració política i va acceptar el domini abbàssida. Va donar la seva filla en matrimoni al califa as-Saffah. Va viure a la cort i va tenir al corrent el califa dels propòsits dels seus parents alides.
El 767 fou nomenat governador de Medina, però el 772 va causar l'hostilitat del califa al-Mansur i fou revocat i els seus béns confiscats. Al-Mahdí li va retornar els béns vers el 776.
Va morir el 783 durant la peregrinació a la Meca.
El seu fill Ismaïl fou pare de Muhàmmad i aquest pare de Zayd, el fill del qual, al-Hàssan, va fundar un imamat alida al Tabaristan.